# كأس إيطاليا 2024–25
كأس إيطاليا 2024–25 (بالإيطالية: Coppa Italia 2024–25)‏ (المعروفة باسم كأس إيطاليا فريتشاروسا لأسباب الرعاية)، هة النسخة 78 من البطولة المحلية الوطنية. هناك 44 فريقًا مشاركًا. 
يوفنتوس هو حامل اللقب، بعد فوزه باللقب الخامس عشر القياسي في النسخة السابقة، لكنه خرج على يد إمبولي في ربع النهائي. فاز نادي بولونيا بكأس إيطاليا للمرة الثالثة بعد تغلبه على إيه سي ميلان بنتيجة 1–0 في النهائي، ليحصد أول لقب محلي له منذ 51 عامًا. 